# Theodor Grädler
Theodor Grädler (* 5. September 1921 in Landshut) ist ein deutscher Film-, Theater- und Fernseh-Regisseur sowie Schauspieler und Autor.

## Leben
Theodor Grädler hatte eine Landwirtschaftslehre absolviert und Schauspielunterricht genommen. Bereits 1938 gab der 17-Jährige seinen Einstand als Schauspieler am Stadttheater von Ingolstadt. Während der Kriegszeit gehörte er, obwohl durchgehend eingezogen, dem Ensemble des Münchner Volkstheater unter der Leitung von Willem Holsboer an. Bei dem Theaterstück Johannisfeuer führte er 1947 erstmals Bühnenregie. Eine Zeit lang war er überdies Mitbetreiber des Theaters in Straubing. 1949 wirkte er als Schauspieler und Regisseur in Wien. Ab 1955 beteiligte er sich auch am Aufbau des österreichischen Fernsehens. Seit 1960 war Grädler freier Mitarbeiter beim österreichischen und deutschen Fernsehen.
Ab 1955 arbeitete er vor allem als Regisseur, seine anfängliche Tätigkeit als Drehbuchautor rückte zugunsten der Regiearbeit immer mehr in den Hintergrund. Mit einer Folge von Das Kriminalmuseum inszenierte er 1964 seinen ersten Fernsehkrimi. Besonders zwischen 1969 und seiner letzten Arbeit im Jahr 1995 war er als Regisseur bei fast 200 Folgen bekannter Krimiserien im Einsatz. Die von Helmut Ringelmann produzierten Serien Der Kommissar, Polizeiinspektion 1, Der Alte und vor allem Derrick wurden von Grädlers routiniertem Stil geprägt. Allein für die weltweit vermarktete Kultserie Derrick inszenierte er 51 der 281 Folgen.
Theodor Grädler, der einen Sohn hatte, lebte in München, wo auch das Gros seiner Arbeiten entstand. Sein Lebenslauf seit 1995 ist weitgehend unklar. Vermutungen, wonach Grädler um das Jahr 2005 herum in Italien verstorben sei, können derzeit nicht verifiziert werden.

## Filmografie (Auswahl)
- 1958: Der veruntreute Himmel (TV)
- 1959: Die Passkontrolle (TV) Erste Fernseh-Oper aus Österreich
- 1959: Der Verräter
- 1959: Der Fall Pinedus
- 1960: Das Kreuz
- 1962: Der Wittiber
- 1964: Das Kriminalmuseum – Der Fahrplan
- 1965: Das Kriminalmuseum – Der Ring
- 1965: Die fünfte Kolonne – Tivoli
- 1965: Der alte Feinschmecker
- 1965: Die Reise nach Steiermark (TV)
- 1965: Das Kriminalmuseum – Der Koffer
- 1966: Das Kriminalmuseum – Das Etikett
- 1967: Kennwort Kettenhund
- 1968: Der Pfarrer von Gillbach (Drehbuch)
- 1969–1976: Der Kommissar (27 Folgen)
- 1971: Graf Luckner (13 Folgen)
- 1975–1995: Derrick (50 Folgen)
- 1976: Taxi 4012
- 1977–1986: Polizeiinspektion 1 (9 Folgen)
- 1977–1978: Der Anwalt (26 Folgen)
- 1978–1989: Der Alte (30 Folgen)